# Cernești
Cernești es una comuna ubicada en el distrito de Maramureș, Rumania.

## Superficie
Cuenta con una superficie de 96,04 kilómetros cuadrados.

## Demografía
Hasta 2021 la población era de 3230 habitantes, con una densidad de población de 33,63 habitantes por kilómetro cuadrado.